# Antanartia schaeneia
Antanartia schaeneia är en fjärilsart som beskrevs av Henry Trimen 1879. Antanartia schaeneia ingår i släktet Antanartia och familjen praktfjärilar. Inga underarter finns listade i Catalogue of Life.

## Bildgalleri

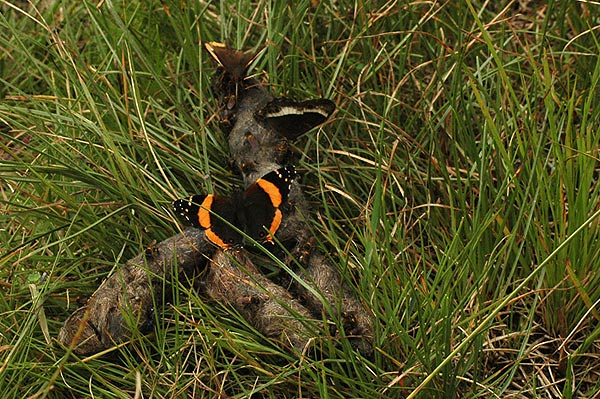